# Catedral de Turim

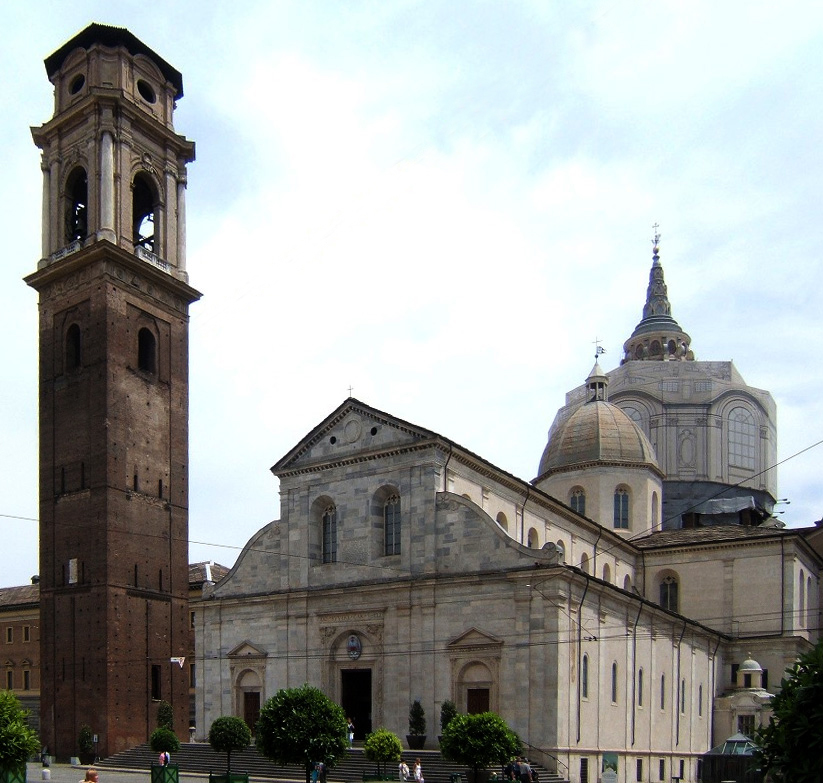
Vista exterior da igreja.

A Catedral de Turim é o principal templo da Igreja Católica Romana em Turim, do norte da Itália. É especialmente famosa por ser o local de guarda do Santo Sudário.
Dedicada a São João Batista, foi construída entre 1491 e 1498. A igreja fica no local se localizava o teatro da antiga cidade romana. A área sagrada cristã original incluía três igrejas, dedicadas a São Salvador, Santa Maria de Dompno e São João batista, a principal. Segundo algumas fontes, a consagração deste foi realizada por Agilolfo, rei dos lombardos. Aqui, em 662, Garibaldo, duque de Turim, foi assassinado na igreja por um seguidor de Godeberto.
As três igrejas foram demolidas entre 1490 e 1492. A nova catedral foi iniciada em 1491 sob desenho de Amedeo di Settignano de Francisco, também conhecido como Meo del Caprino, que a terminou em sete anos. A torre sineira, no entanto, é mais antiga, tendo sido erguida em 1469. Filippo Juvarra introduziu algumas modificações no século XVII. O Papa Leão X oficialmente confirmou-a como sede metropolitana em 1515.
Um projeto para o alargamento da catedral, a fim de criar um lugar mais luxuoso para o Santo Sudário, foi lançado em 1649, quando Bernardino Quadri chegou a Turim. Quadri baseou-se em um projeto anterior de Carlo di Castellamonte, com uma capela oval atrás do coro. Em 1667 Guarino Guarini foi chamado para completar o projeto. A cúpula, cujas obras se arrastaram por 28 anos, foi concluída em 1694. A capela do Santo Sudário foi adicionada à estrutura em 1668-1694.
A catedral é o lugar do enterro do Beato Pier Giorgio Frassati (1901-1925), natural de Turim, atleta e benfeitor dos pobres, chamado o "santo para os jovens do Terceiro Milênio". Ele foi beatificado pelo Papa João Paulo II em 1990.